# Шаповал Юрій Іванович
Ю́рій Іва́нович Шапова́л (нар. 30 липня 1953, с. Пробіжна, Чортківський район Тернопільська область) — український історик, доктор історичних наук (з 1994 р.), професор (з 2000 р.), заслужений діяч науки і техніки України (2003), академік Української Академії політичних наук (2007), академік Академії наук вищої школи України (2014). З 2015 — головний науковий співробітник Інституту політичних і етнонаціональних досліджень імені І. Ф. Кураса НАН України.

## Життєпис
Народився в селі Пробіжна Чортківського району Тернопільської області. Закінчив історичний факультет Київського державного університету імені Тараса Шевченка (1975).
- Аспірант Київського державного університету, секретар комітету комсомолу університету (1975—1978);
- викладач Київського державного університету (1978—1984);
- науковий співробітник Інституту історії партії при ЦК Компартії України (1984—1991);
- вчений секретар Інституту національних відносин і політології НАН України (1991—1994);
- завідувач відділу Інституту національних відносин і політології НАН України (1994—1997);
- завідувач відділу Інституту української археографії і джерелознавства ім. М. Грушевського НАН України (1997—1999);
- керівник Центру історичної політології Інституту політичних і етнонаціональних досліджень НАН України (1998—2006);
- завідувач відділу соціально-політичної історії Інституту політичних і етнонаціональних досліджень НАН України (2006—2013);
- директор Державної наукової установи «Енциклопедичне видавництво імені М. Бажана» (2013—2015);
- з 2015 працює в Інституті політичних і етнонаціональних досліджень імені І. Ф. Кураса НАН України на посаді провідного, а згодом — головного наукового співробітника відділу теорії та історії політичної науки.
- з 2015 року ведучий програми «Мить історії»[1] на «Українському радіо». Ведучий передачі «Невигадані історії» на Радіо Культура.

## Науковий доробок
Наукові інтереси Юрія Шаповала — політична історія XX століття, історії комуністичного терору і комуністичної спецслужби в Україні та в СРСР, історії голоду 1932—1933 років в Україні, етнополітології, історичної персоналістики, політики історичної пам'яті, джерелознавства. А також історія другої світової війни, історія польсько-українських і єврейсько-українських взаємин. Юрій Шаповал одним з перших в Україні розпочав вивчення і публікацію раніше засекречених документів з архівів ЧК—ГПУ—НКВД—КГБ і з архіву Компартії України. Упорядник і один з авторів збірників статей про «білі плями» історії України XX століття — «Про минуле заради майбутнього» (К., 1989), «Маршрутами історії» (К., 1990), «Пам’ятати заради життя» (К., 1993), що мали великий резонанс у період горбачовської «перебудови» і стимулювали радикальний відхід від догматичних історіографічних канонів попередніх десятиліть.
Упорядник (або співупорядник), редактор і автор статей у документальних виданнях «Остання адреса. До 60-річчя соловецької трагедії». В 3-х тт. (К., 1997—1999; друге вид-ня 2003), «Политическое руководство Украины. 1938—1989» (М., 2006), «Україна в добу «великого терору» 1936—1938» (К., 2009) та ін.
Упорядник (або співупорядник), редактор, автор статей та коментарів у важливих науково-документальних виданнях про Голодомор 1932—1933 років в Україні: «Командири Великого голоду. Поїздки В. Молотова і Л. Кагановича в Україну та на Північний Кавказ. 1932—1933 рр.» (К., 2001), «The Famine-Genocide of 1932—1933 in Ukraine (K., Kingston, 2005), «Листи з Харкова. Голод в Україні та на Північному Кавказі в повідомленнях італійських дипломатів, 1932—1933 роки» (Харків, 2007, переклад з італійського видання 1991, опублікованого А. Ґраціозі в Турині), «Розсекречена пам'ять. Голодомор 1932—1933 років в Україні в документах ГПУ—НКВД» (К., 2008).
Співупорядник і співавтор томів, які видавалися у Варшаві й Києві двома мовами: т. 1: «Польське підпілля, 1939—1941 рр. Коломия-Стрий-Золочів», 1998; т. 2: «Переселення поляків та українців, 1944—1946 рр.», 2000; т. 3: «Польське підпілля, 1939—1941 рр. Від Волині до Покуття», в 2-х част., 2004; т. 4: «Поляки і українці між двома тоталітарними системами, 1942—1945», в 2-х част., 2005; т. 5: «Акція «Вісла», 1947», 2006; т. 6: «Операція «Сейм» 1944—1946», 2007; т. 7: «Голодомор в Україні, 1932—1933», 2008; англомовне видання 2009 — «Holodomor. The Great Famine in Ukraine 1932—1933»; т. 8: «Великий терор: польська операція, 1937—1938», в 2-х част., 2010; англомовне видання 2013 — «Poland and Ukraine in the 1930s and 1940s. Documents from the Archivs of the Secret Services».
Виходячи з того, що один з найефективніших способів реального пізнання історичних подій це дослідження доль акторів на історико-політичній сцені, велику увагу приділяє життєписам багатьох діячів, особливо тим, чиї імена замовчувались, а значення перекручувалось на догоду політичній кон'юнктурі. Юрію Шаповалу належать публікації про О. Шумського, М. Волобуєва, М. Скрипника, М. Грушевського, С. Петлюру, П. Христюка, С. Єфремова, М. Слабченка, Д. Ісаєвича, К. Осьмака, Д. Солов'я, Р. Шухевича, М. Матвієйка, О. Гасина, Є. Рихлика, О. Довженка, Ю. Бачинського, П. Григоренка, І. Дзюбу, Є. Ґєдройця та інших. Дослідник першим опрацював і частково надрукував матеріали справи-формуляра на М. Грушевського (1996), а також підготував його біографію (2005, у співавторстві з професором І. Вербою). Уперше Ю. Шаповал надрукував матеріали справи-формуляра на М. Хвильового (2009). Досліднику також належать оперті на документальні джерела публікації про керівних комуністичних діячів — М. Хрущова, Л. Кагановича, О. Кириченка, Н. Кальченка, П. Шелеста, В. Щербицького, Л. Брежнєва та ін., а також про керівників комуністичної спецслужби в Україні, в першу чергу В. Балицького, К. Карлсона, Ю. Євдокимова, Б. Шульженка та інших.
Ю. Шаповал був співініціатором, співкерівником і одним з авторів видання 6-томної «Політичної історії України» (К., 2002—2003), «Політичної енциклопедії України» (К., 2001) а також однотомника «Україна: політична історія. XX — початок XXI століття (К., 2007). Член редколегії наукового видання «Тисяча років української суспільно-політичної думки» в 9-ти томах, 14 кн., упорядник т. 9 (К., 2001). За ініціативи та під керівництвом Ю. Шаповала видано документальний збірник «Єврейські політичні партії і рухи в Україні в кінці XIX—XX століття. Документи і матеріали» (К., 2002), колективні монографії «Етнополітична культура в Україні: реалії та виклики часу» (К., 2010), «Культура історичної пам'яті: європейський та український досвід» (К., 2013). 
Має понад 800 публікацій. Друкувався в Австрії, Великій Британії, Італії, Канаді, Латвії, Німеччині, Польщі, Росії, США, Франції, Чехії.
Підготував до захисту 8 кандидатів наук та був науковим консультантом з підготовки 5 докторських дисертацій.

## Членство в редколегіях, робочих групах, журі
Ю. Шаповал член редакційних колеґій друкованих видань, таких як:
- «Український історичний журнал»;
- «Критика»;
- «Kyiv-Mohyla Humanities Journal»;
- «Вісник Харківської державної академії дизайну і мистецтв»;
- «З архівів ВУЧК-ГПУ-НКВД-КГБ»;
- «Гілея».

Ю. Шаповал також є членом спільної українсько-польської робочої групи з підготовки багатотомного видання «Польща та Україна у 30—40-х роках XX століття. Невідомі документи з архівів спеціальних служб» (з 1996 року), членом Колеґії Українського інституту національної пам'яті (з 2015 року), членом німецько-української комісії істориків (з 2015 року), головою української частини українсько-польського форуму істориків (з 2015 року), членом Українського історичного товариства, США (з 1994). 
У 2003—2012 роках був головою журі Всеукраїнської учнівської олімпіади з історії за наказом Міністерства освіти і науки України і Академії педагогічних наук України.

## Співпраця з медіа
- 1994—1998 роки — консультант документального телесеріалу «Українська ніч 1933-го» (автори сценарію Леонід Мужук, Володимир Георгієнко, режисер Володимир Георгієнко), підготовленого на Українській студії телевізійних фільмів — Укртелефільм.
- 1997 рік — ведучий вступних програм перед демонстрацією документального серіалу «Невідома Україна» на телеканалі ICTV. Телесеріал зроблено у 1993 році на ТО документальних та наукових фільмів студії «Київнаукфільм».
- У 1998—2000 роках ведучий і автор сценарію історико-документальної програми «Остання адреса», що виходила спочатку на каналі ICTV, а потім на Першому каналі Національної телекомпанії України. Спільно з режисером Леонідом Анічкіним були підготовлені програми «Валерій Марченко. Повернення», «Перерване мовчання», «Світ однієї вулиці», «Олександр Довженко. Без омани», «Любов Іларіонівна», «Є такий народ», «Який Шевченко потрібен Україні», «Загадка Семена Голуба», «Партійний націоналіст», «Син за батька відповідає», «Вічная пам'ять. Голоси з великого терору», «Непідбиті підсумки» та інші.
- 2001—2006 роки — автор і ведучий програм «Миттєвості історії» та «Тіні забутих предків» на FM-радіостанції «Nostalgie».
- Від 2006 року автор і ведучий програми «Мить історії» на Першому каналі Національної радіокомпанії України.

### Кінодокументалістика
Брав участь у створенні низки документальних фільмів:
- «На одній землі» (1993), виробництво Української студії хронікально-документальних фільмів, співавтор сценарію).
- «Неповерненець» (The Defector), присвячений Віктору Кравченку (2008 рік, виробництво США, експерт, що з'являється у фільмі, консультант).
- «Українська мрія» (2008, виробництво Національної телекомпанії України — НТКУ, режисер Ірина Шатохіна, співавтор сценарію і ведучий).
- «Живі» (2008, режисер Сергій Буковський, науковий консультант).
- «Цар і раб хитрощів. Микола Хвильовий» (2009, виробництво НТКУ, режисер Ірина Шатохіна, співавтор сценарію і ведучий).
- «Соловецький лабіринт» (2010, виробництво НТКУ, режисер Ірина Шатохіна, співавтор сценарію і ведучий).
- «Три таємниці Шумського» (2010, виробництво НТКУ, режисер Ірина Шатохіна, співавтор сценарію і ведучий).
- «Винниченко (без брому)» (2011, виробництво НТКУ, режисер Ірина Шатохіна, співавтор сценарію і ведучий).
- «Текст як доля. Михайло Волобуєв» (2011, виробництво НТКУ, режисер Ірина Шатохіна, співавтор сценарію і ведучий).
- «Самотній мандрівник. Віктор Петров» (2011, виробництво НТКУ, режисер Ірина Шатохіна, співавтор сценарію і ведучий).
- «Шлях довжиною у 15 років» (2011, виробництво НТКУ, режисер Ірина Шатохіна, співавтор сценарію і ведучий).
- «На порозі історії. Михайло Грушевський» (2012, виробництво НТКУ, режисер Ірина Шатохіна, співавтор сценарію і ведучий).
- «Євген Сверстюк: ті десять років. 1981—1991» (2012, виробництво НТКУ, режисер Ірина Шатохіна, співавтор сценарію і ведучий).
- «Ось іде людина/Da geht ein Mensch (Олександр Ґранах)» (2012, виробництво Баварського телебачення (Німеччина), режисер Анґеліка Вітліх (Angelika Wittlich), експерт, що з'являється у фільмі, консультант).
- «Дві столиці» (2013, виробництво НТКУ, режисер Ірина Шатохіна, співавтор сценарію і ведучий).
- «Світ Максима (Максим Рильський)» (2013, виробництво НТКУ, режисер Ірина Шатохіна, співавтор сценарію і ведучий).
- «Місце пам'яті Биківня» (2013, виробництво НТКУ, режисер Ірина Шатохіна, співавтор сценарію і ведучий).
- «Довженко у вогні» (2014, виробництво НТКУ, режисер Ірина Шатохіна, співавтор сценарію і ведучий).
- «Голлівуд над Дніпром. Сни з Атлантиди» (2014, режисер Олег Чорний, експерт, що з'являється у фільмі).
- «Неочікуване побачення» (2015, виробництво НТКУ, режисер Ірина Шатохіна, співавтор сценарію і ведучий).
- «Тиша і грім. Василь Симоненко» (2015, виробництво НТКУ, режисер Ірина Шатохіна, співавтор сценарію і ведучий).
- «Ґенерал Перемоги. Кузьма Дерев'янко» (2015, виробництво НТКУ, режисер Ірина Шатохіна, співавтор сценарію і ведучий).
- «Єжи Ґєдройць. Магічна сила слова» (2016, виробництво НТКУ, режисер Ірина Шатохіна, співавтор сценарію і ведучий).
- «Іван Драч. У пошуках Маройки» (2016, виробництво НТКУ, режисер Ірина Шатохіна, співавтор сценарію і ведучий).

## Нагороди, звання, відзнаки
- 2017 — подяка громадської організації «Українські книги — у школи столиці» за значні особисті зусилля в допомозі загальноосвітнім школам міста Києва.
- 2015 — пам'ятна відзнака М. І. Сікорського, що вручається Переяслав-Хмельницьким державним університетом імені Григорія Сковороди.
- 2010 — медаль Дніпропетровського Національного гірничого університету «За заслуги» (рішення Вченої ради від 15 січня 2010 року).
- 2008 — лауреат премії імені Івана Франка у галузі інформаційної діяльності.
- 2008 — відомча заохочувальна відзнака «Хрест доблесті» ІІ ступеня (наказ Голови СБУ № 580 від 24 липня 2008 року).
- 2008 — Кавалерський хрест ордена «За заслуги перед Республікою Польща» (постанова Президента РП Леха Качинського від 7 жовтня 2008 року) — за видатний внесок у популяризацію та документування історичної правди про новітню історію Польщі[3].
- 2007 — орден «За заслуги» III ступеня (Указ Президента В. Ющенка від 18 січня 2007 року за № 21).
- 2004 — премія журналу «Сучасність» та Ліґи українських меценатів.
- 2003 — почесне звання «Заслужений діяч науки і техніки України» (Указ Президента Л. Кучми від 20 серпня 2003 року за № 865/2003).
- 2002 — премія Фундації Омеляна і Тетяни Антоновичів (США) за наукові праці з історії України.
- 2002 — почесна грамота Київського міського голови за багаторічну активну громадську діяльність та з нагоди 11-ї річниці незалежності України.
- 2002 — диплом Всеукраїнського щорічного конкурсу засобів масової інформації «Золоте перо» — найвища нагорода в галузі журналістики — за найкращу пізнавальну програму на радіостанції «Nostalgie».
- 2002 — подяка Всеукраїнської Асоціації викладачів історії та суспільних дисциплін «Нова Доба» за надання цінної методичної допомоги під час реалізації різноманітних проєктів.
- 2002 — подяка Президента України Л. Кучми за сумлінну працю, значний особистий внесок у розвиток і зміцнення Української держави.
- 2001 — подяка Президента України Л. Кучми за вагомий внесок у підготовку багатотомного науково-документального видання з історії українсько-польських відносин у 30—40-х роках ХХ століття.
- 2001 — подяка голови Київської міської державної адміністрації О. Омельченка за вагомий особистий внесок у створення духовних і матеріальних цінностей та досягнення високої майстерності у професійній діяльності.
- 1998 — грамота Міністерства оборони України за активну співпрацю з Міністерством оборони України і вагомий внесок у підготовку висококваліфікованих фахівців-українознавців для органів виховної роботи Збройних Сил України.
- 1997 — лауреат премії Служби безпеки України за підготовку видання «Михайло Грушевський і ГПУ—НКВД. Трагічне десятиліття: 1924—1934».
- 1996 — лауреат премії імені М. І. Костомарова Національної академії наук України
- 1996 — лауреат премії Служби безпеки України за підготовку видання «Справа „Спілки визволення України“: невідомі документи і факти».